# Sally Martin
Sally Erana Martin (ur. 14 maja 1985 w Wellington) – nowozelandzka aktorka filmowa i telewizyjna, znana głównie z roli Gemmy w serialu Męski striptiz, Tori Hanson w serialu Power Rangers Ninja Storm i Nicole Miller w operze mydlanej Shortland Street.

## Wybrana filmografia
| Rok        | Tytuł                             | Rola                                  | Uwagi                    |
| ---------- | --------------------------------- | ------------------------------------- | ------------------------ |
| 2001       | Męski striptiz                    | Gemma                                 | 4 odcinki                |
| 2001       | Atlantis High                     | Dana                                  | 1 odcinek                |
| 2002       | Ważne przemiany                   | Annie                                 | 1 odcinek                |
| 2003       | Power Rangers Ninja Storm         | Tori Hanson/Niebieska Rangerka Wiatru | Główna rola, 38 odcinków |
| 2004       | Power Rangers Dino Grzmot         | Tori Hanson/Niebieska Rangerka Wiatru | 2 odcinki                |
| 2006       | Wendy Wu                          | Tori                                  | Film telewizyjny         |
| 2007       | Power Rangers: Operacja Overdrive | Tori Hanson/Niebieska Rangerka Wiatru | 2 odcinki                |
| 2009–nadal | Shortland Street                  | Nicole Miller                         | Główna rola              |